# Orion Cinema Network
Кіно Мережа Оріон або Оурайен Сінема Нетворк 
, скор. «Оу-Сі-Ен» (ханг.: 은 오리온시네마네트워크; англ. Orion Cinema Network, скор. OCN) — це базовий кабельний кіноканал по всій Південній Кореї, що заснований та належить CJ E&M.
Адреса штаб-квартири —  Сеул, район Мапо, квартал Сангамсан-ро, 66.

## Ефір

### Серіали
- «Блек»
- «Вампір прокурор»
- «Вампір детектив»
- «Врятуй мене»
- «Герой по сусідству»
- «Голос»
- «Життя на Марсі»
- «Коли-небудь»
- «Мелохолік»
- «Моя прекрасна наречена»
- «Моя таємна романтика»
- «Перезавантаження»
- «Погані хлопці: Місто зла»
- «Подвійний»
- «Розворот»
- «Тужне серце»
- «Тунель»
- «Чо Ен - детектив що бачить привидів»
- «Феноменальні чутки»